# Letlive
Letlive, стилізовано letlive. — американський рок-гурт з Лос-Анджелеса, Каліфорнія. До остаточного складу гурту входили ведучий вокаліст Джейсон Аалон Батлер (син Алона Батлера, вокаліста та гітариста соул-гурту Aalon), гітарист Джефф Сахюн, басист Райан Джей Джонсон та барабанщик Лоніел Робінсон. Батлер був єдиним постійним учасником гурту. Гурт випустив чотири повноформатних альбоми та один мініальбом, останній альбом If I'm the Devil вийшов 10 червня 2016 року. Востаннє гурт підписав контракт з Epitaph Records.
Letlive випустили перший мініальбом Exhaustion, Salt Water, and Everything in Between у 2003 році та перший альбом Speak Like You Talk у 2005 році. Другий альбом, Fake History, вийшов у 2010 році. Після перевидання на Epitaph у 2011 році альбом отримав похвалу критиків і також був доданий до 101 Modern Classics видання Rock Sound. Третій альбом під назвою The Blackest Beautiful вийшов 9 липня 2013 року, а 17 червня транслювався на YouTube-каналі Epitaph Records. 28 квітня 2017 року гурт оголосив у соціальних мережах про розпад.

## Історія

### 2002–2009: ранні роки
Гурт Letlive створили у Лос-Анджелесі в 2002 році вокаліст Джейсон Аалон Батлер, барабанщик Алекс Хейторн, гітарист Бен Шарп і басист Крістіан Йогансен. У 2003 році вийшов дебютний мініальбом гурту Exhaustion, Salt Water, and Everything in Between на лейблі One Records. Після зміни складу (залишилися лише Батлер і Шарп) вийшов їх перший альбом Speak Like You Talk у 2005 році, також на One Records. Басист Раян Джей Джонсон приєднався до гурту перед релізом, але не брав участі в альбомі. У 2007 році Бен Шарп залишив гурт, після чого гурт пройшов через подальші зміни у складі та забракований альбом.

### 2009–2013:Fake History
Після затведження першого стабільного складу з гітаристами Жаном Насіменто та Раяном Джонсоном, а також барабанщиком Ентоні Рівера, який супроводжував Батлера та Джонсона, letlive. багато гастролювали по США та Канаді та набрали обертів. Гурт підписав контракт з Tragic Hero Records у 2009 році та випустив другий альбом під назвою Fake History наступного року. Гурт продовжив турне і після підписання контракту з Epitaph Records у лютому 2011 року здійснив короткий європейський тур. Вони підписали контракт з Epitaph після того, як фронтмен Bring Me the Horizon Олівер Сайкс зв’язався з власником лейблу Бреттом Гуревичем після їхнього виступу на одному з концертів у 2008 році.
Epitaph перевидав Fake History у квітні 2011 року з трьома додатковими треками, у тому числі двома бі-сайдами та однією новою піснею, спродюсованою Бреттом Гуревичем. Перевидання отримало кілька схвальних рецензій від AllMusic, Alternative Press, BBC та Rock Sound. Починаючи з червня 2011 року, гурт провів більш інтенсивний тур, включаючи виступи на Download Festival і Leeds Festival, підтримуючи Enter Shikari і Your Demise під час їхнього європейського туру, а також у Сполучених Штатах, виступаючи на підтримку Underoath і August Burns Red. У лютому 2012 року letlive. знову гастролювали разом з Enter Shikari та Your Demise вперше по Австралії в рамках фестивалю Soundwave у 2012 році. Батлер також брав участь у треку «Tangled у Great Escape» з альбому Pierce the Veil Collide with the Sky.
У жовтні 2012 року гурт оголосив про вихід барабанщика Ентоні Рівери.

### 2013–2017:The Blackest BeautifulтаIf I'm the Devil...
4 червня вийшов сингл «Banshee (Ghost Fame)». 17 червня повний альбом транслювався на веб-сайті Rock Sound, за три тижні до запланованого релізу. The Blackest Beautiful вийшов 9 липня 2013 року і був позитивно сприйнятий критиками. Процес написання спричинив багато творчих суперечок між учасниками гурту, про що Батлер сказав: «Ми встановили високу планку, і все повинно було бути схвалено всіма іншими. Врешті-решт нам довелося стати дуже відвертими один з одним і просто сказати: „Слухай, мені це просто не подобається“ або „мені це не підходить“». В інтерв’ю для Fuse, опублікованому 16 липня, було підтверджено, що Лоніел Робінсон, їх гастрольний барабанщик, а також барабанщик гурту Of Mice & Men, стане постійним учасником.  Альбом дебютував у Сполучених Штатах під номером 74 у Billboard 200 і під номером 6 у Hard Rock Albums, розійшовшись тиражем майже п’яти тисяч копій. У Великобританії альбом дебютував під номером 62. 26 вересня 2013 року вийшов кліп на пісню «Younger». 23 січня letlive. повідомили, що випустять «переспіви» пісень із The Blackest Beautiful, залучаючи різних виконавців у перероблених версіях пісень. Першим випущеним «переспівом» була нова версія «27 Club», у якій брав участь Кіт Баклі з Every Time I Die. 23 квітня вийшов другий «переспів» у формі нової версії «The Dope Beat» за участю Дена «Супі» Кемпбелла з The Wonder Years.
10 лютого 2015 року з невідомих причин гурт залишив Жан Насіменто. У світлі його виходу Кенджі Чан, колишній концертний гітарист Бруно Марса та колишній учасник попереднього гурту Раяна та Джеффа, Best Interest, виступив як гастрольний гітарист гурту.
25 вересня 2015 року гурт опублікувала твіт, підтверджуючи, що вони завершили четвертий альбом, який вийде 2016 року. Того ж дня вони також підтвердили, що подальші доповнення до їх проєкту/альбому Renditions будуть призупинені, щоб зосередитися на новій музиці. 3 листопада 2015 року в онлайн-статті журналу Revolver, letlive. оголосили, що їхній четвертий студійний альбом буде називатися If I'm the Devil....

### 2017: розпад
28 квітня 2017 року гурт оголосив, що після 15 років спільної роботи «не буде ніякої подальшої діяльності в осяжному майбутньому».
У червні та липні 2017 року Батлер, колишній гітарист The Chariot Стівен «Стівіс» Харрісон і барабанщик Night Verses Арік Імпрота почали тизерити новий проєкт під назвою The Fever 333 (пізніше скорочено до Fever 333). Гурт провев  перший спільний концерт із кузова вантажівки U-Haul на парковці ресторану Randy's Donuts в Інглвуді, Каліфорнія.

### 2020: 10-річчяFake History
13 квітня 2020 року гурт знову почав використовувати свій обліковий запис в Instagram і подражнив шанувальників 10-річним ювілейним релізом Fake History з невиданими піснями і демозаписами.

## Музичний стиль
Музичний стиль letlive. описується як постгардкор, а також як експериментальний рок, артпанк і металкор. Ремфрі Дедман, який писав для The Independent, описав звучання letlive. як «використання суворої, шаленої сили Black Flag і поєднання його з мелодійною, заразливою душею Майкла Джексона». Типові аспекти музики гурту включають емоційний вокал Батлера, дует гітар і інтроспективну лірику, яка охоплює такі теми, як невірність, культура, жадібність і корупція.

## Склад гурту
| Остаточний склад - Джейсон Аалон Батлер – вокал (2002–2017) (Fever 333) - Раян Джей Джонсон – бас, бек-вокал (2005–2017) - Джефф Сагьюн – гітари, вокал (2009–2017), клавішні (2015–2017) - Лоніел Робінсон – ударні, перкусія (2013–2017) | Колишні учасники - Кієн Межді – ритм-гітара (2002–2003) - Алекс Хейторн – ударні, перкусія (2002–2004) - Крістіан Йогансен – бас (2002–2005) - Бен Шарп – соло-гітара (2002–2007) - Крейг Санчез – ритм-гітара (2003–2005) - Адам Кесл – ударні, перкусія (2004–2007) - Омід Межді – ритм-гітраа (2005–2007) - Брендан Рассел – соло-гітара (2007–2009) - Ентоні Пол Рівера – ударні, перкусія (2007–2012) - Джон Франциско Насіменто – гітари, перкусія, ударні, бек-вокал (2007–2014) | Колишні гастрольні учасники - Ерік Імпрота (з Night Verses) – ударні, перкусія (2012–2013) - Кенджи Чан – гітара, бек-вокал (2015) - Нік ДеПірро (з Night Verses) – гітара (2015–2016) - Мішка Бір – гітара (2016–2017) Former studio musicians - Челсі Варлік – додатковий вокал (в Fake History) - Крістофер Кренделл – ударні, перкусія (в The Blackest Beautiful) |

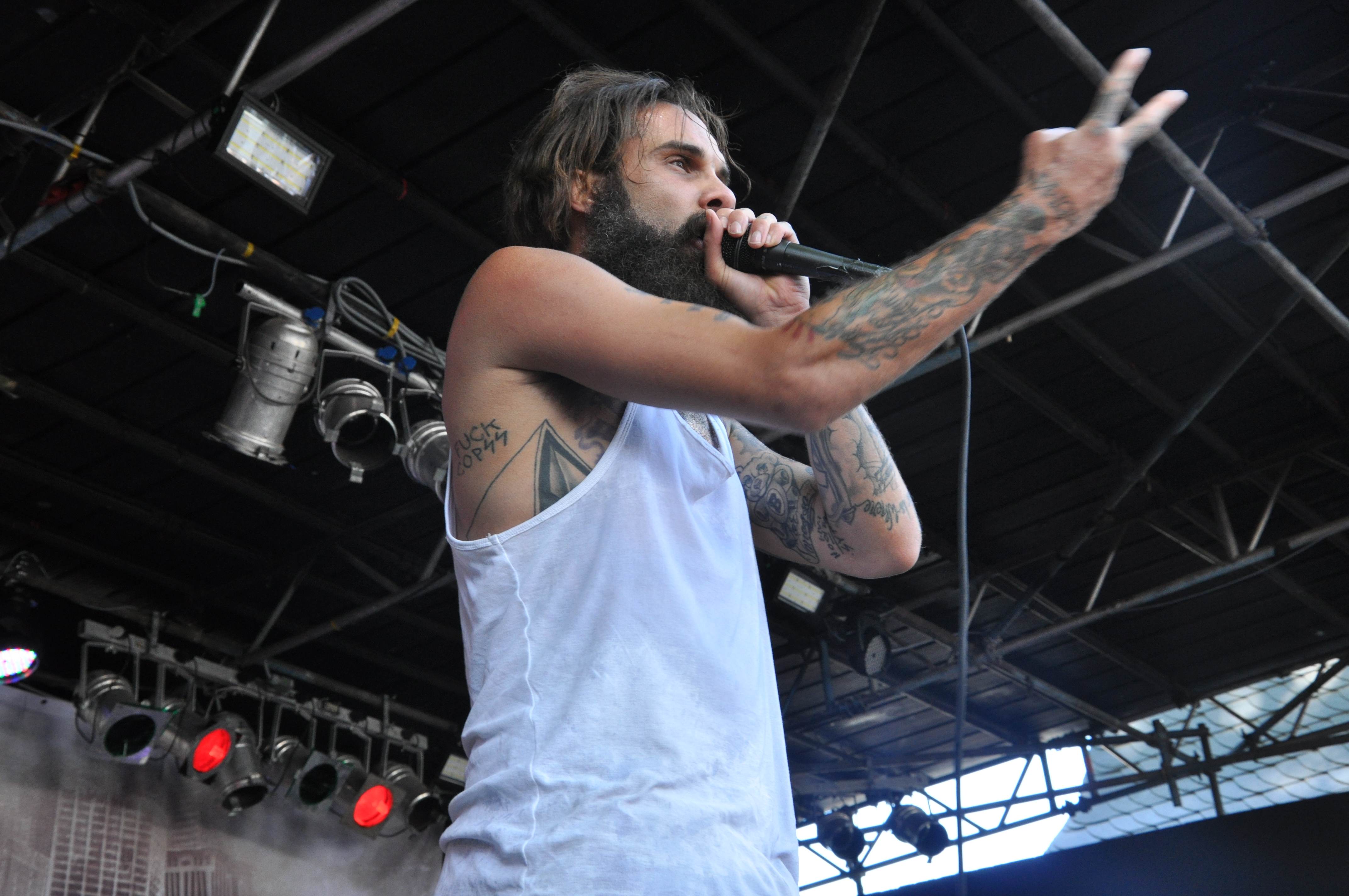
Виступ вокаліста Джейсона Батлера на фестивалі Summerblast, 2014 рік

Шкала

## Дискографія
Студійні альбоми
- Speak Like You Talk (2005)
- Fake History (2010)
- The Blackest Beautiful (2013)
- If I'm the Devil... (2016)

## Тури

### Як супроводжувальний гурт
- Літній тур Rise Against North American 2015 року з Killswitch Engage: тур починався в Чикаго, штат Іллінойс, у павільйоні FirstMerit Bank на Північному острові 17 липня, і завершився концертом у Денвері, штат Колорадо, у Fillmore Auditorium 16 серпня[24][29][30].